# Relaciones Georgia-México
Las naciones de Georgia y México establecieron relaciones diplomáticas en 1992. Ambos países son miembros de las Naciones Unidas y de la Organización Mundial del Comercio.

## Historia
Las relaciones diplomáticas entre Georgia y México se establecieron el 8 de junio de 1992 después de la disolución de la Unión Soviética. Poco después de la independencia, ambas naciones acreditaron embajadores entre sí a través de terceras naciones. Desde la independencia de Georgia, las relaciones diplomáticas entre ambas naciones se mantuvieron relativamente pequeñas.
En 2008, durante la guerra ruso-georgiana; México permaneció neutral y pidió que ambas partes buscaran la paz. México no ha reconocido la independencia de Abjasia ni de Osetia del Sur y los ve como partes integrantes de Georgia. En septiembre de 2010, el Primer ministro georgiano, Nika Gilauri, asistió al Bicentenario de la Independencia de México. Más tarde ese año, en diciembre de 2010, el presidente georgiano, Míjeil Saakashvili, asistió a la Conferencia de las Naciones Unidas sobre el Cambio Climático de 2010 (COP16) celebrada en Cancún y donde se reunió con el presidente mexicano Felipe Calderón.
En agosto de 2011, el ministro de Relaciones Exteriores de Georgia, Grigol Vashadze, hizo una visita a México y anunció la apertura de una embajada georgiana en el país. La embajada se abrió más tarde ese año en la Ciudad de México. En julio de 2016, una delegación mexicana del Comité de Relaciones Exteriores, encabezado por la Senadora Gabriela Cuevas Barrón, realizó una visita a Georgia.
En 2022, ambas naciones celebraron 30 años de relaciones diplomáticas.

## Visitas de alto nivel
Visitas de alto nivel de Georgia a México
- Primer ministro Nika Gilauri (2010)
- Presidente Míjeil Saakashvili (2010)
- Ministro de Relaciones Exteriores Grigol Vashadze (2011)

Visitas de alto nivel de México a Georgia
- Senadora Gabriela Cuevas Barrón (2016)

## Acuerdo bilateral
Ambas naciones han acordado un Memorando de Entendimiento para el establecimiento de consultas políticas sobre temas de interés mutuo; y un Acuerdo en Cooperación Educativa y Cultural (2022).

## Comercio
En 2023, el comercio bilateral entre ambas naciones ascendió a $15.7 millones de dólares. Las principales exportaciones de Georgia a México incluyen: productos químicos, circuitos electrónicos integrados, alambres y cables electrónicos, prendas de vestir, nueces, piezas y accesorios para vehículos de motor. Las principales exportaciones de México a Georgia incluyen: alcohol, vehículos automóviles, tubos y tuberías de hierro o acero, aparatos mecánicos, vegetales secas, y pescado.

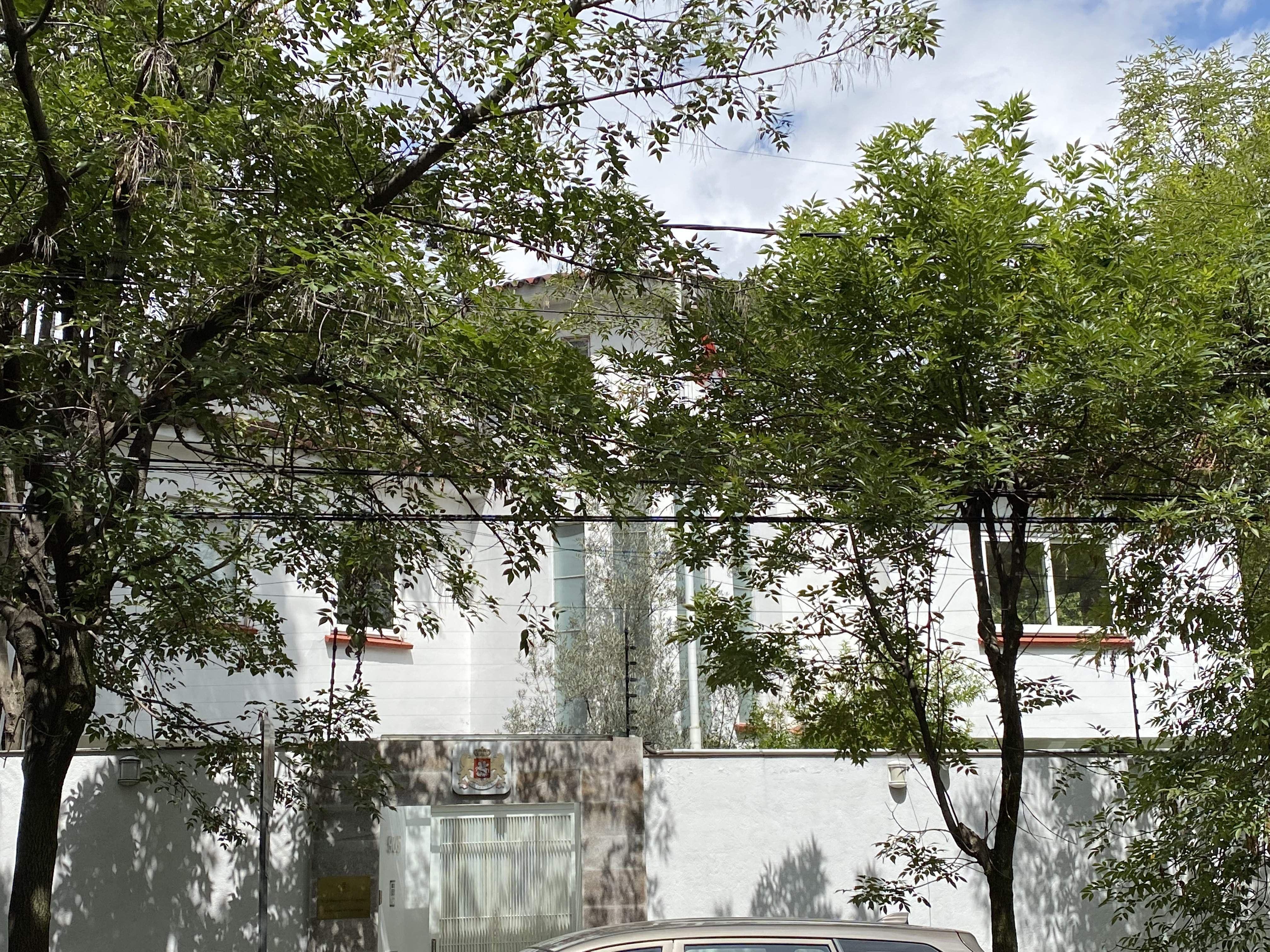
Embajada de Georgia en la Ciudad de México

## Misiones diplomáticas residentes
- Georgia tiene una embajada en la Ciudad de México.[10]
- México está acreditado ante Georgia desde su embajada en Ankara, Turquía y mantiene un consulado honorario en Tiflis.[11][12]